# فريد سباير
فريد سباير (1952) عالم أنثروبولوجيا ثقافية ومؤرخ اجتماعي ومنذ عام 1997 أستاذ مشارك في تاريخ العالم والبشرية في معهد الدراسات متعددة التخصصات في أمستردام.
درس الكيمياء الحيوية لأول مرة في جامعة لايدن وأجرى بحثًا لمدة عامين في علم الوراثة النباتية أثناء دراسته. ثم بدأ دراسة الأنثروبولوجيا الثقافية في جامعة أمستردام، تلاها التاريخ الاجتماعي. في الثمانينيات، بصفته عالمًا في الأنثروبولوجيا الثقافية، أجرى بحثًا في جبال الأنديز البيروفية في الدين والسياسة والبيئة.
في عام 1994 بدأ هو ويوهان جودسبلوم الدورة التدريبية متعددة تخصصات التاريخ في التاريخ العظيم، مستوحاة من المؤرخ الأسترالي ديفيد كريستيان.

## ببليوجرافيا
- Spier, F. (1994): Religious Regimes in Peru: Religion and state development in a long-term perspective and the effects in the Andean village of Zurite, Amsterdam University Press
- Spier, F. (1995): San Nicolás de Zurite: Religion and daily life of a Peruvian Andean village in a changing world, VU University Press,
- Spier, F. (1996): The Structure of Big History: From the Big Bang until today, Amsterdam University Press,
- Blank, P.W.; Spier, F. (2002): Defining the Pacific: Opportunities and constraints, Ashgate,
- Spier, F. (2010): Big History and the Future of Humanity, Wiley-Blackwell.